# Conques-en-Rouergue
Conques-en-Rouergue is een gemeente in het Franse departement Aveyron in de regio Occitanie, die deel uitmaakt van het arrondissement Rodez. De gemeente is op 1 januari 2016 ontstaan door de fusie van de gemeenten Conques, Grand-Vabre, Noailhac en Saint-Cyprien-sur-Dourdou. Conques-en-Rouergue telde op 1 januari 2022 1.555 inwoners.

## Geografie
De oppervlakte van Conques-en-Rouergue bedroeg op 1 januari 2022 106,23 vierkante kilometer; de bevolkingsdichtheid was toen 14,6 inwoners per km².
De onderstaande kaart toont de ligging van Conques-en-Rouergue met de belangrijkste infrastructuur en aangrenzende gemeenten.

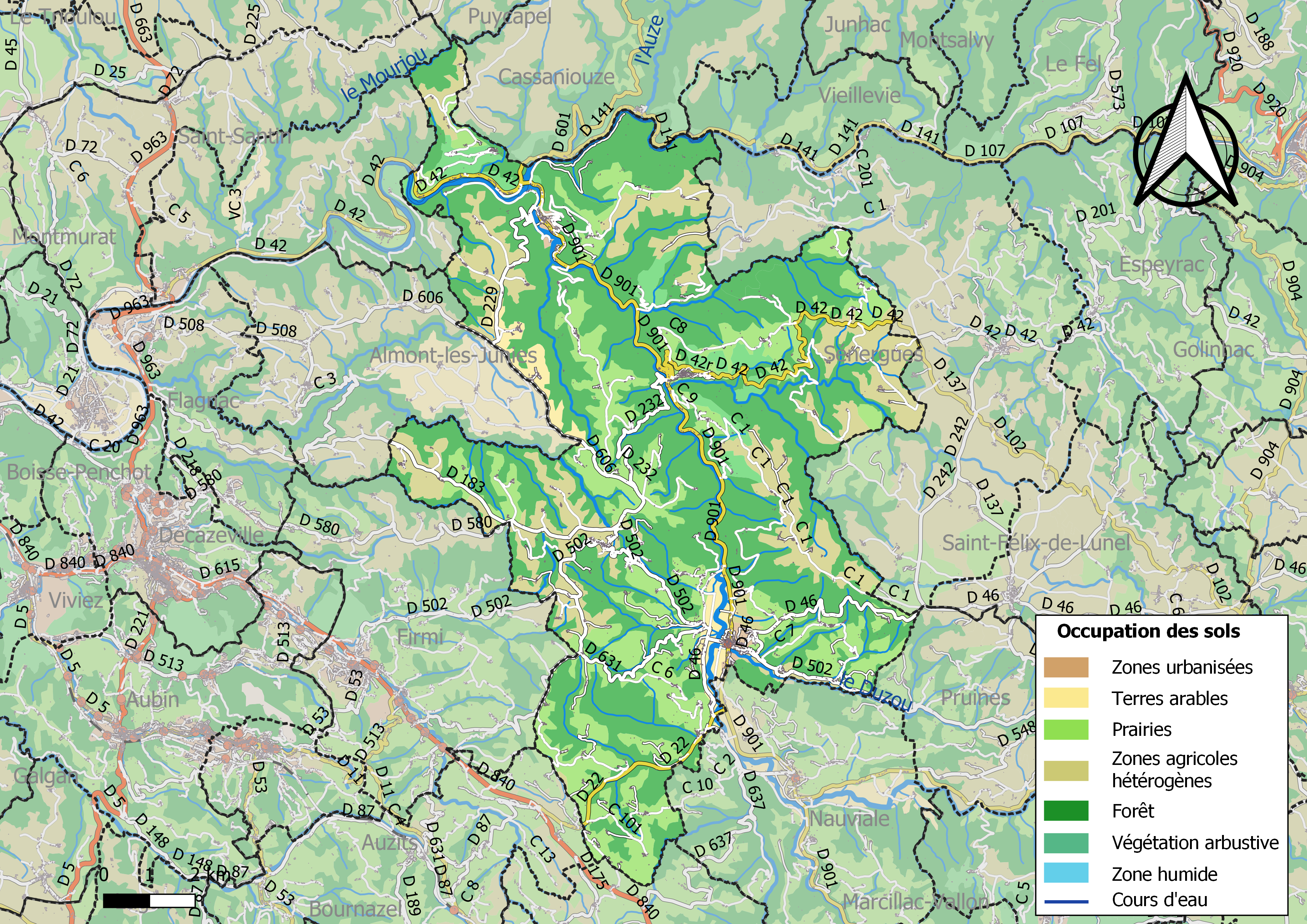